# Extended Detail Enhancement
La tecnología XDE - eXtended Detail Enhancement, elaborada por Toshiba y presentada en agosto del 2008, asociada al procesador Cell, permite mejorar la calidad de imagen durante la reproducción de cualquier DVD efectuando un upscaling de 480p a 1080p con interpolación, se caracterizaría por una notable mejora de la nitidez en pantalla, centrándose en 3 criterios : optimización de los detalles, del color y del contraste.
XDE es una apuesta comercial de Toshiba, sobre la perennidad del soporte DVD, frente al Blu-Ray que no logra convencer al público, único formato representante de la Alta definición en el mercado, desde el abandono del HD DVD en febrero del 2008. 
El primer reproductor DVD comercializado con el XDE es el Toshiba XD-E500, aunque la tecnología también se incorporará a productos de otros fabricantes.  
- Datos: Q3570349